# ゴッホ美術館
ゴッホ美術館またはファン・ゴッホ美術館（ファン・ゴッホびじゅつかん、Van Gogh Museum）は、オランダのアムステルダムにある、フィンセント・ファン・ゴッホの作品を中心とした美術館である。

## 概要
フィンセント・ファン・ゴッホ（1853年3月30日-1890年7月29日）の作品を中心とした国立美術館。
ファン・ゴッホ作品のほか、同時代のポール・ゴーギャン、ロートレックらの作品、ファン・ゴッホが傾倒していた日本の浮世絵、盛んに模写をしたミレーなども展示されている。ファン・ゴッホとは直接関係のない特別展も積極的に開催している。
ファン・ゴッホ作品の真贋を鑑定するなど、ファン・ゴッホに関する世界的権威である。日本にある作品では、SOMPO美術館所蔵の「ひまわり」やウッドワン美術館の「農婦」について真作である旨の鑑定をしている。ただし、ファン・ゴッホの個人美術館にとどまらず、19世紀を中心とした近代美術の展示・研究機関となっている。
ファン・ゴッホは、後の時代に盛んに研究や新たなる創作の源となっている。そのため、ファン・ゴッホに関する書籍が多く出版発表されており、それらの書籍を2万4000冊以上有する図書室が美術館に併設されており、来館者も閲覧をすることができる。

## 沿革

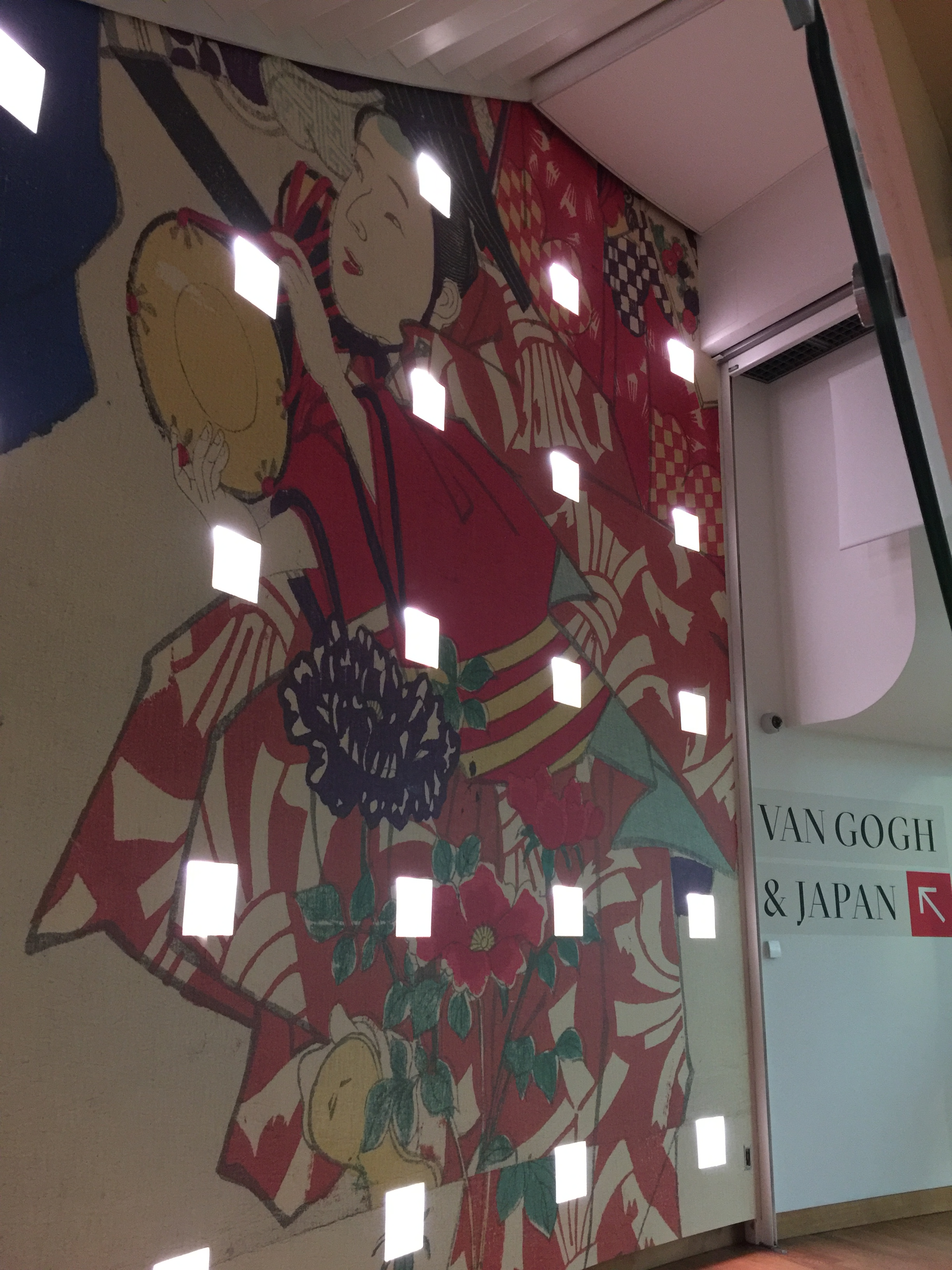
ゴッホ美術館 (2018)

ファン・ゴッホ美術館は1973年、ゴッホ財団およびアムステルダム市の協力を得て、国立美術館として開館した。
美術館の基となったコレクションは、ファン・ゴッホの弟で、経済的・精神的な後援者だったテオことテオドルス・ファン・ゴッホ（1857-1891）とその妻ヨハンナ・ファン・ゴッホ＝ボンゲル（1862-1925）の所有だったものである。内訳は、ゴッホの油絵約200点、素描約500点、ゴッホ書簡約700点、それにファン・ゴッホとテオが収集した浮世絵約500点などである。
テオ夫妻の没後、コレクションは彼らの一人息子のフィンセント・ウィレム・ファン・ゴッホ（1890-1978）に相続された。フィンセント（甥）は、伯父の作品をまとまった形で保存したいと希望した。そこで、オランダ政府、アムステルダム市などが資金を出し、1962年にファン・ゴッホ財団を設立した上、財団が作品を購入または寄付を受けた。現在の美術館は、財団がそのコレクションを国立の美術館に永久寄託する形で運営がなされている。
国立美術館と称されるが、「国立美術館自立法」に基づき国が出資した財団法人 (independent foundation) により運営されている。

## 建築

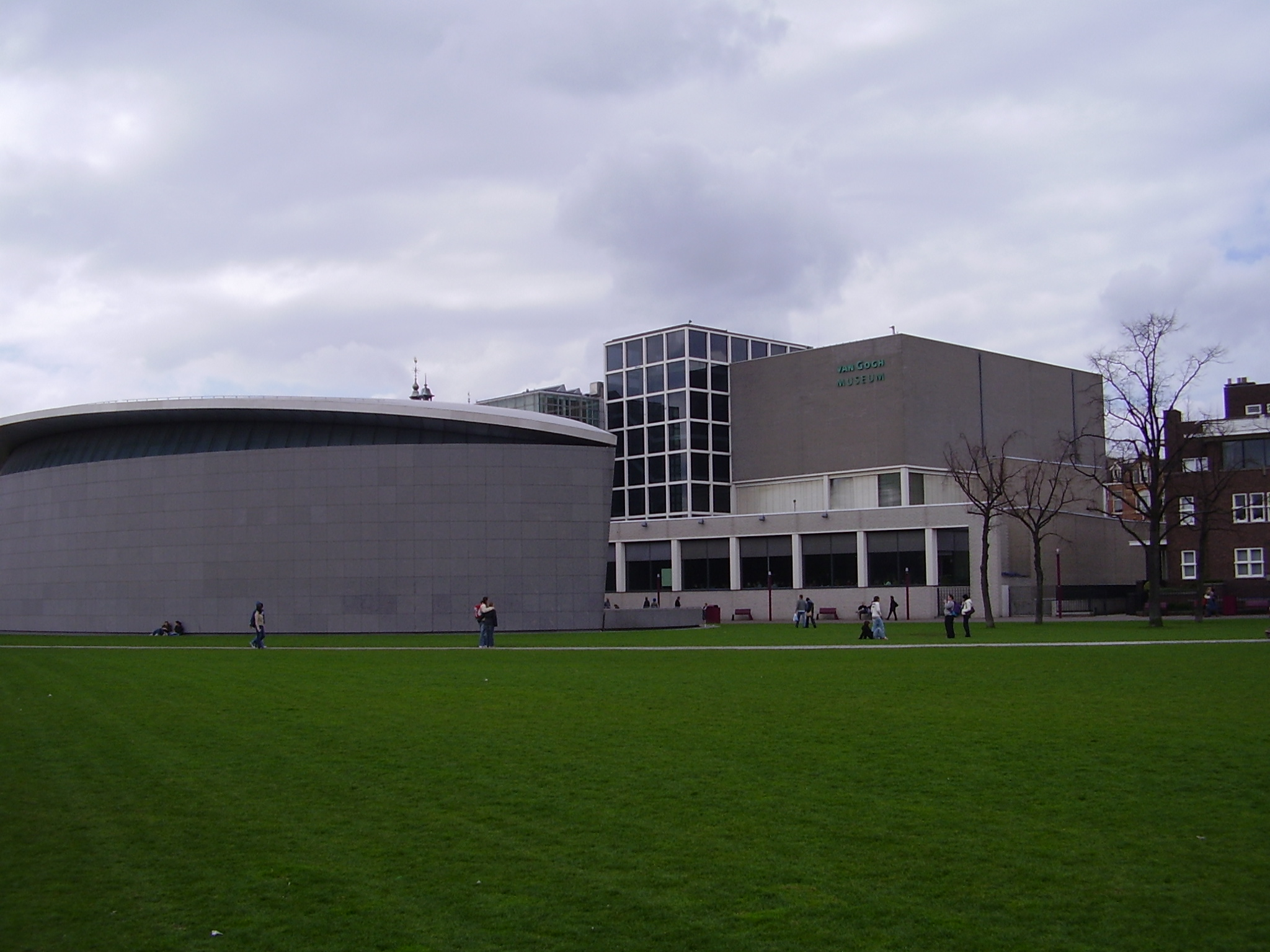
ファン・ゴッホ美術館本館と別館

本館
常設展が行われている。ヘリット・リートフェルトの設計。直線を基本とした、前衛的な建築である。別館、近接するアムステルダム国立美術館と対照的な印象を与える。
別館 (The Exhibition Wing）
特別展示、浮世絵の展示などが行われている。黒川紀章が設計し、1999年6月にオープンした。曲線が多用されており非対称の美を表している。この別館の建設資金として、日本の損保ジャパンが国際交流基金を通じて寄付をしている。

## ロケーション
アムステルダム市内のミュージアム広場 (Museumplein) に面しており、近くにアムステルダム国立美術館、アムステルダム市立美術館があり、芸術鑑賞には非常に便利なロケーションとなっている。

## 主な収蔵作品

### ゴッホ
- 畑で仕事をする農夫（1883年）
- フェルトの帽子をかぶった自画像（1887年）
- 日本趣味（広重『江戸百景』より）（1887年）
- キャンヴァスの前の自画像（1888年）
- 種まく人（1888年）
- 野菜畑（1888年）
- 黄色い家（1888年）
- ファンゴッホの寝室（1888年）
- 荒れ模様の空と畑（1890年）
- カラスのいる麦畑（1890年）
- Van Gogh Granite Counter

### 浮世絵
- 歌川広重  『五十三次名所図会』 大判錦絵56枚揃
- 歌川広重  『江戸名所百景』の内16枚  大判錦絵  「亀戸梅屋舗」、「大はしあたけの夕立」など
- 歌川国芳  『東海道五十三対』 大判錦絵揃物のうち「品川」など16枚
- 歌川芳員  『書を読む遊女』 大判錦絵

## ギャラリー

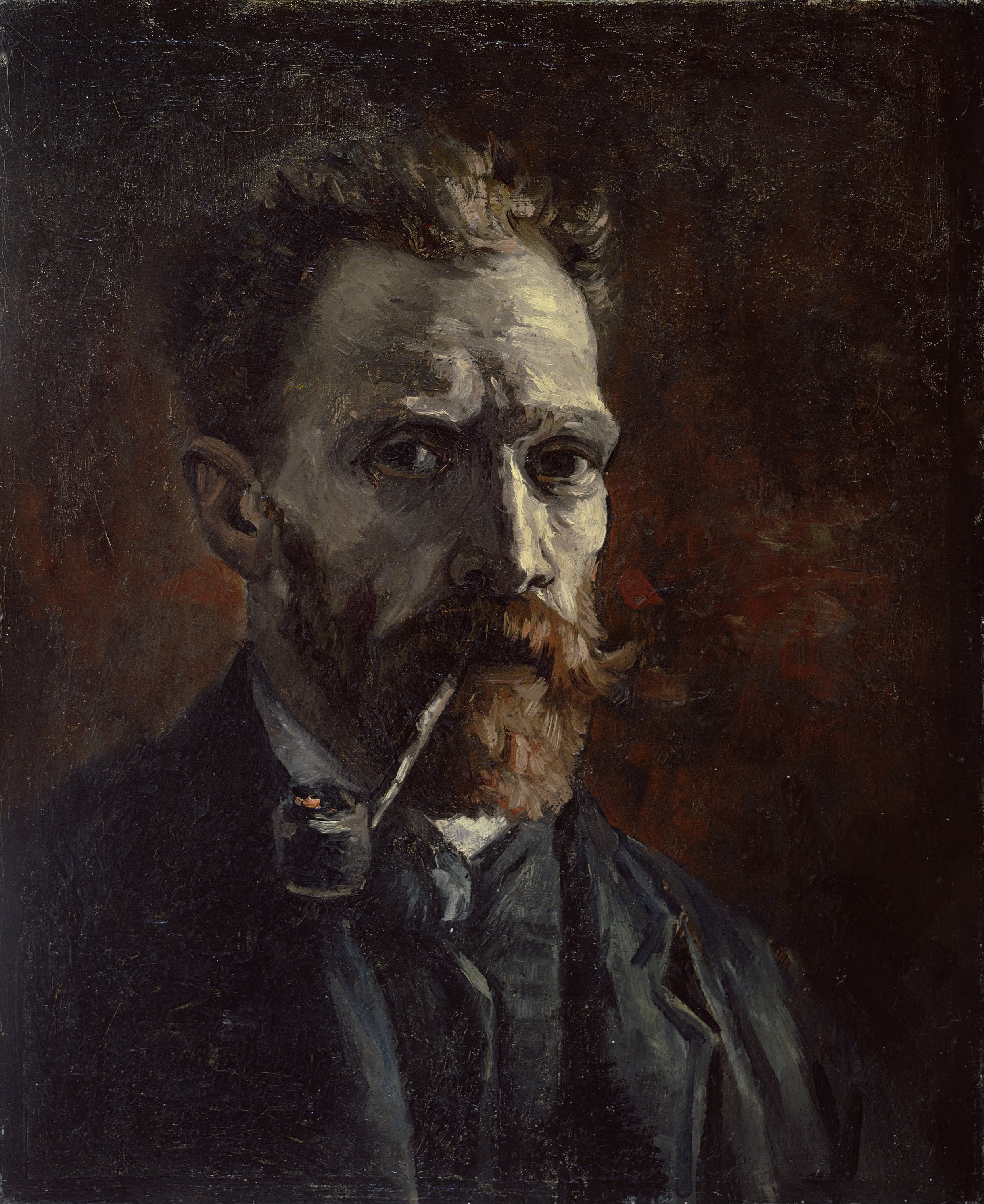
パイプをくわえた自画像 (1886年)
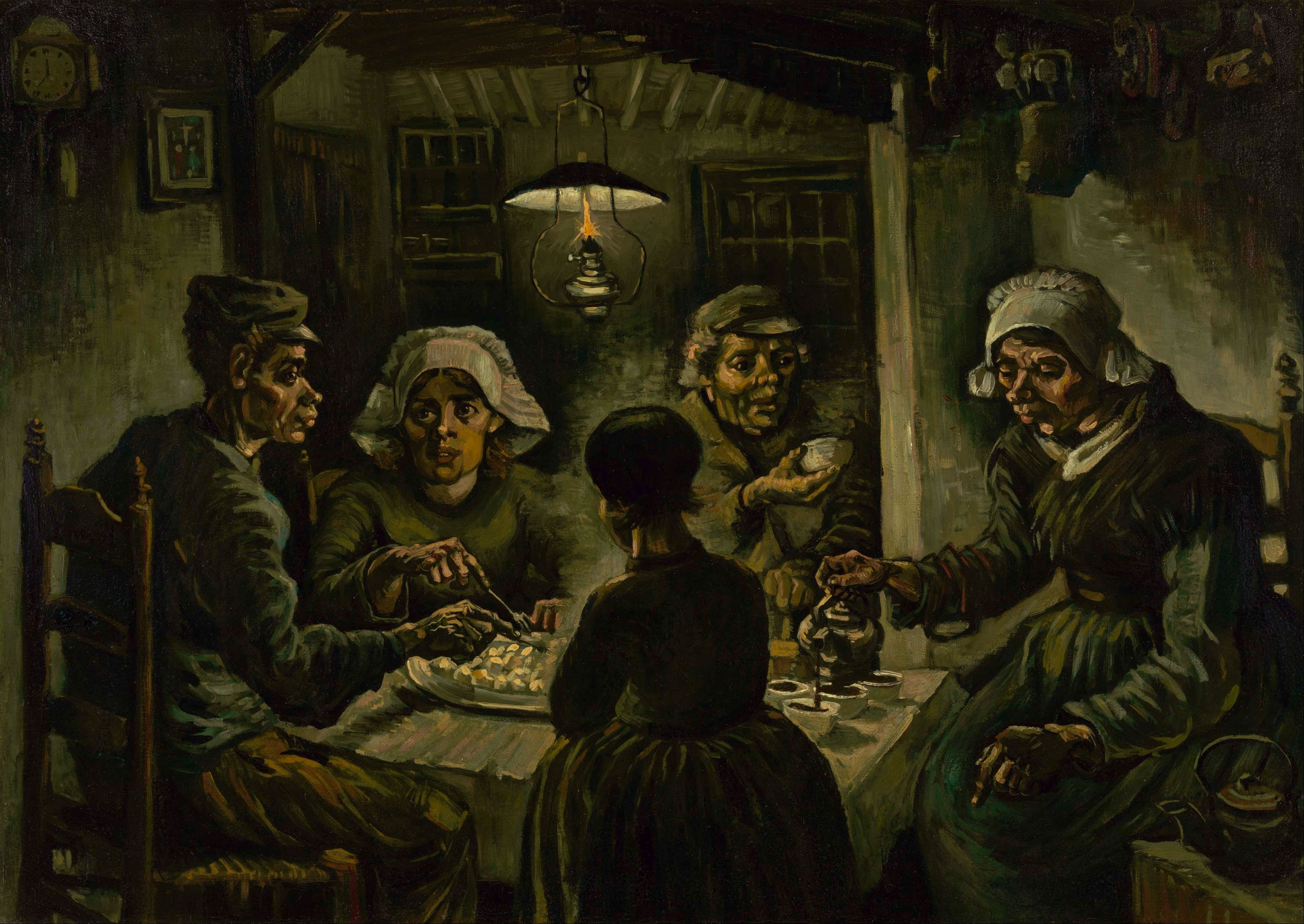
『ジャガイモを食べる人々』 (1885年)
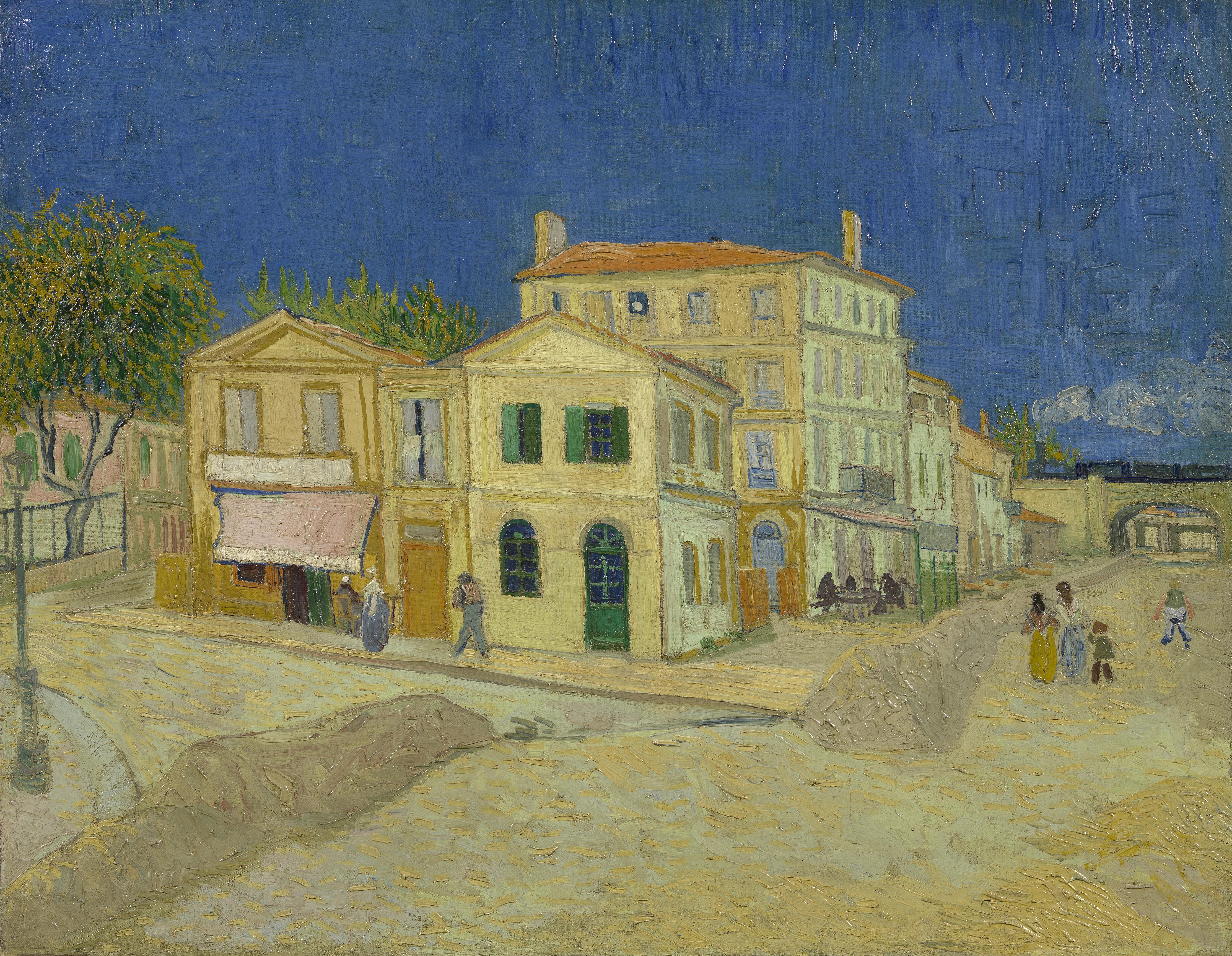
『黄色い家』 (1888年)
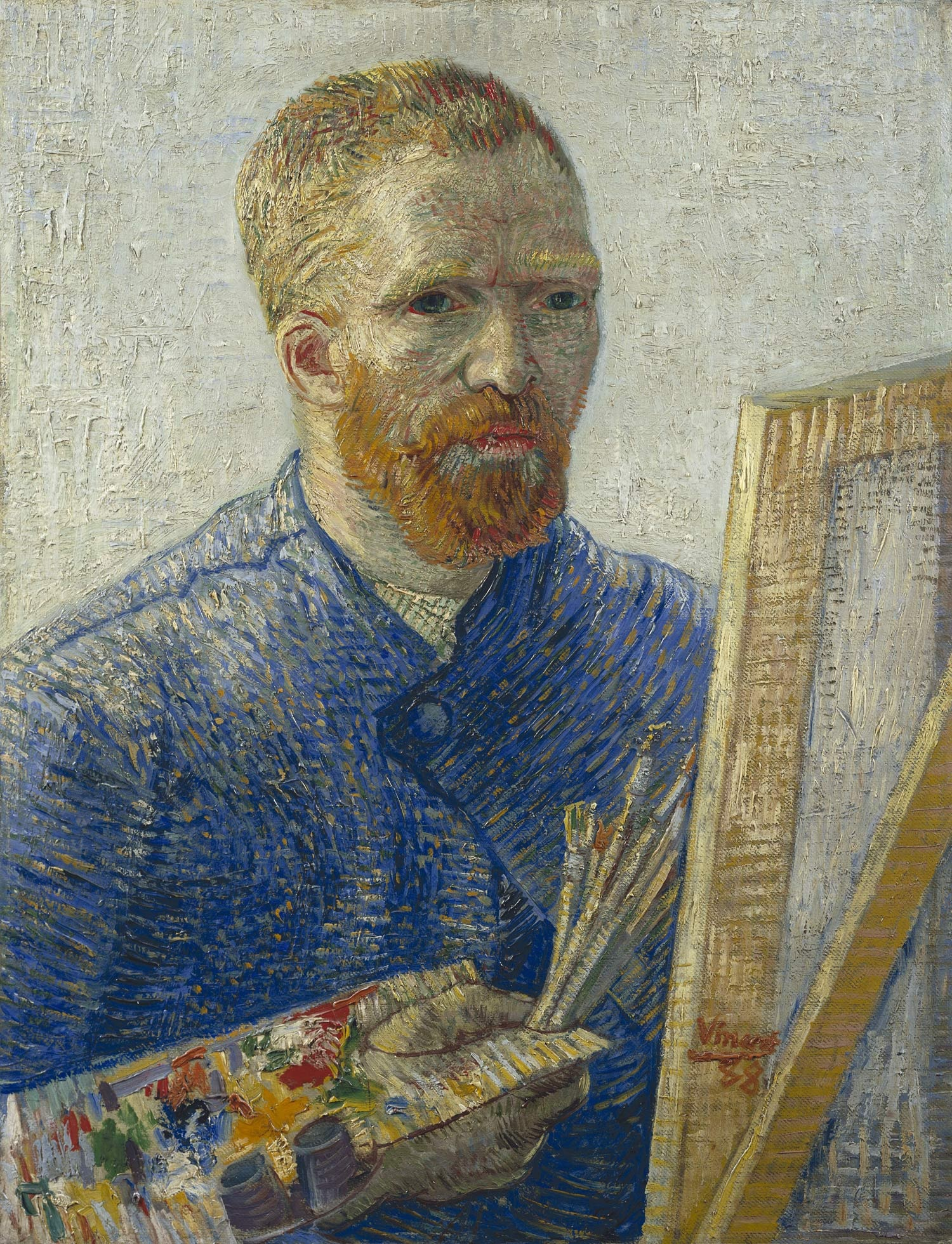
『自画像』 (1888年)
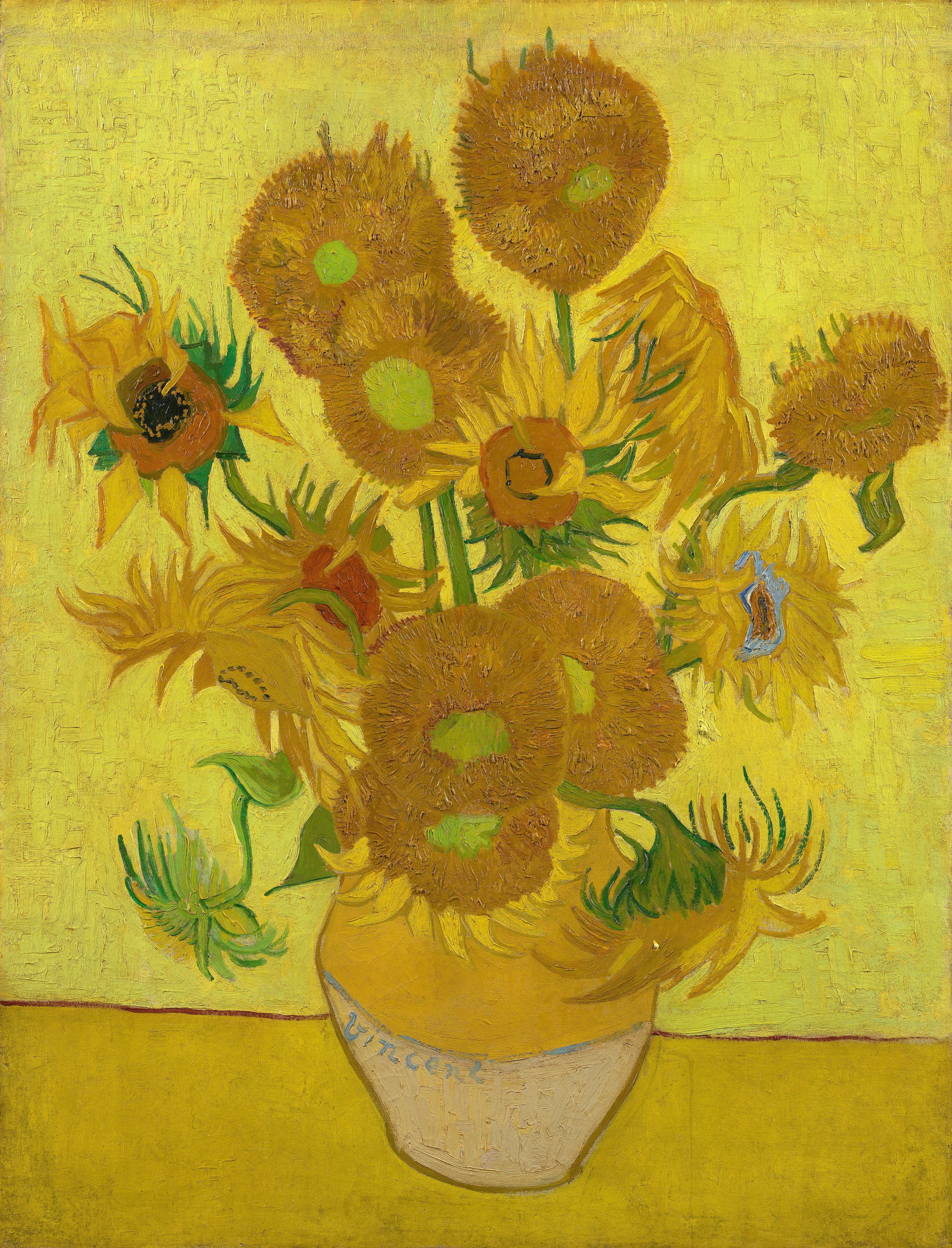
『ひまわり』 (1889年)
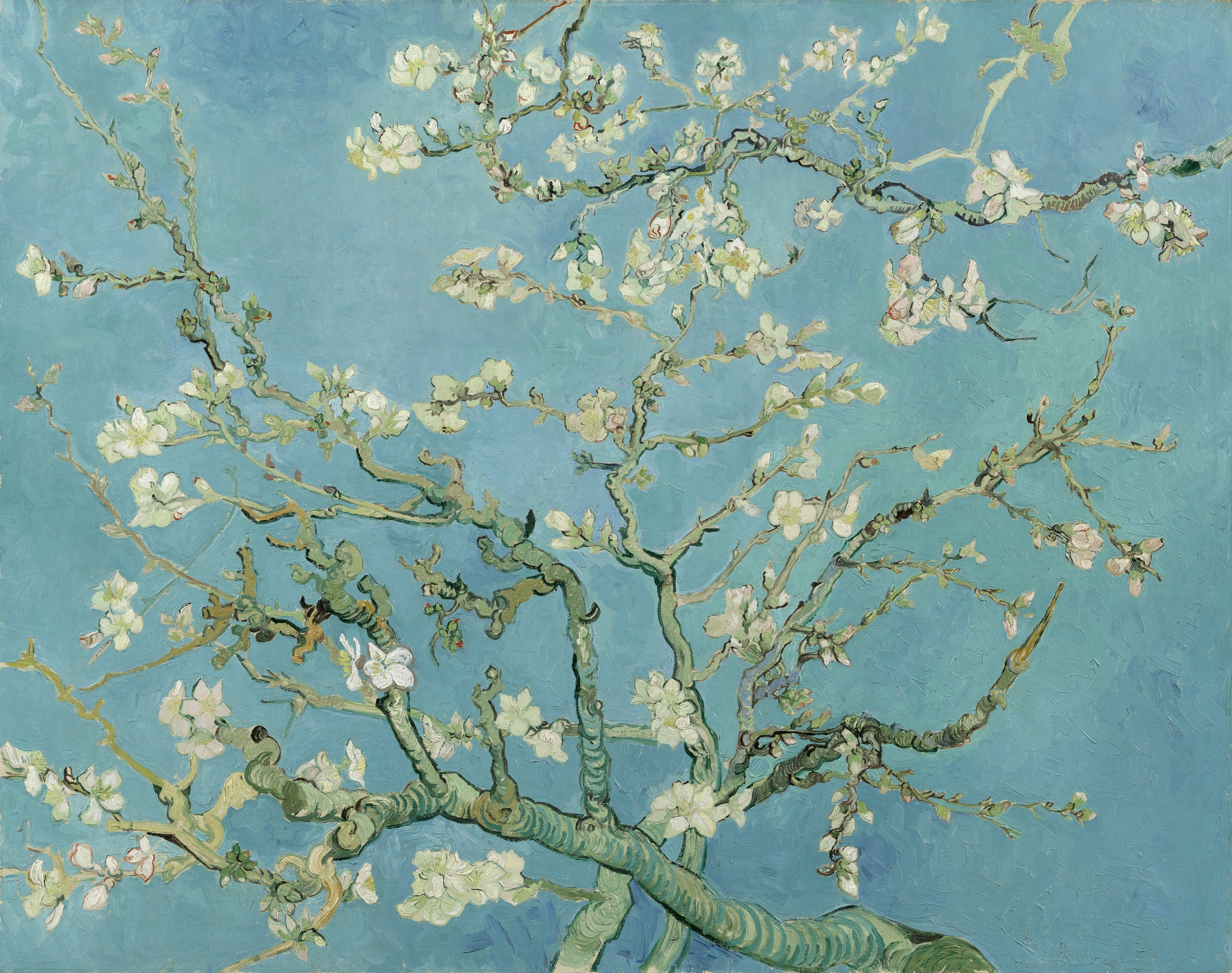
『花咲くアーモンドの木の枝』 (1890年)
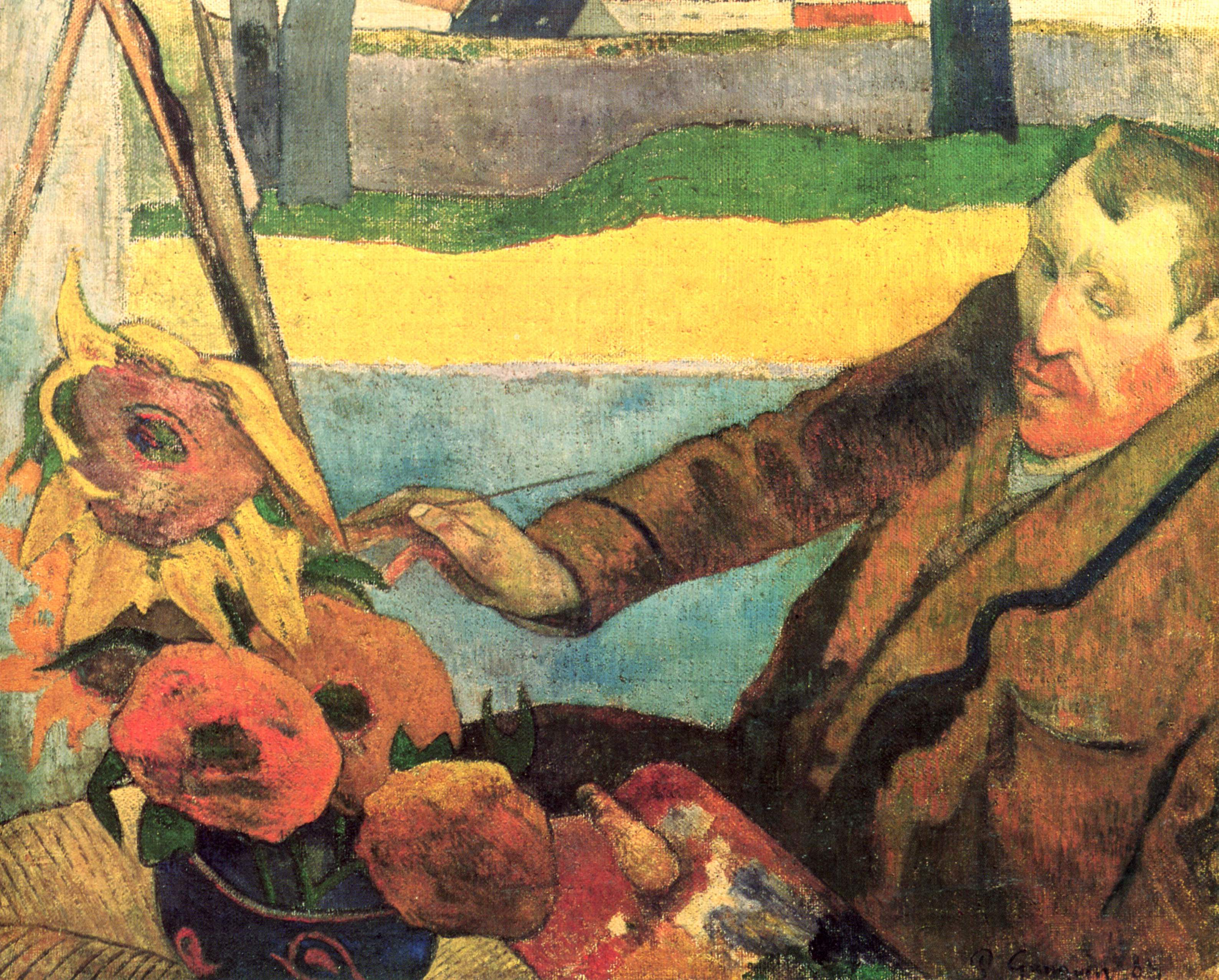
ひまわりを描くファン・ゴッホ (1888年) 、ポール・ゴーギャン作

### 貸し出し中止
2019年1月24日、所蔵する作品『ひまわり』について、修復作業を経て、「破損しやすい」状態であることが判明したため、今後は貸し出しを行わないと発表した。同作品は世界に5作品しか現存かつ美術館所蔵されていない。